# Ultima
Ultima — серия компьютерных игр и одноимённая фантастическая вселенная, созданная Ричардом «Lord British» Гэрриотом.

## Игры

### Для платформы PC

#### Трилогия «Эпоха Тьмы» (англ.The Age of Darkness)
- Ultima I: The First Age of Darkness (1981)
- Ultima II: The Revenge of the Enchantress (1982)
- Ultima III: Exodus (1983)

#### Трилогия «Эпоха Просвещения» (англ.The Age of Enlightenment)
- Ultima IV: Quest of the Avatar (1985)
- Ultima V: Warriors of Destiny (1988)
- Ultima VI: The False Prophet (1990)

#### Трилогия «Эпоха Армагеддона», или «Сага о Страже» (англ.The Age of Armageddon, The Guardian Saga)
- Ultima VII: The Black Gate (1992)
  - Ultima VII: Forge Of Virtue (Дополнение; 1993)
- Ultima VII Part 2: Serpent Isle (1993)
  - Ultima VII Part 2: The Silver Seed (Дополнение; 1993)
- Ultima VIII: Pagan (1994)
- Ultima IX: Ascension (1999)

#### Другие игры из серииUltima
- Akalabeth: World of Doom (Ultima 0) (1979)
- Ultima: Escape from Mt. Drash (1983)
- Ultima: Worlds of Adventures (Worlds of Ultima):
  - Worlds of Ultima: The Savage Empire (1990)
  - Ultima: Worlds of Adventure 2: Martian Dreams (1991)
- Ultima Underworld:
  - Ultima Underworld: The Stygian Abyss (1992)
  - Ultima Underworld II: Labyrinth of Worlds (1993)
  - Lord of Ultima (2010)

#### Невыпущенные
- Arthurian Legends (отменена в 1993)
- Ultima VIII: The Lost Vale (дополнение; отменена в 1994)
- Ultima Worlds Online: Origin (Ultima Online 2, отменена в 2001)
- Ultima X: Odyssey (отменена в 2004)

#### Ultima Online
- Ultima Online: Shattered Legacy(2 апреля 1996)
- Ultima Online (полное название неизвестно; 25 сентября 1997)
- Ultima Online: The Second Age (1 октября 1998)
- Ultima Online: Renaissance (3 апреля 2000)
- Ultima Online: Third Dawn (7 марта 2001)
- Ultima Online: Lord Blackthorn's Revenge (24 февраля 2002)
- Ultima Online: Age of Shadows (28 февраля 2003)
- Ultima Online: Samurai Empire (2 ноября 2004)
- Ultima Online: Mondain's Legacy (30 августа 2005)
- Ultima Online: Kingdom Reborn (27 июня 2007)
- Ultima Online: Stygian Abyss (8 сентября 2009)

### Для консолей
Консольные игры из серии Ultima были чрезвычайно популярны в Японии, наряду с брендовой мангой, и продуктами мерчандайзинга (фигурки персонажей, футболки с символикой, карточные игры, и т. д.)
- Ultima: Exodus (NES)
- Ultima: Quest of the Avatar (NES)
- Ultima IV : Quest of the Avatar (Sega Master System) — Отлично перенесённый оригинал. Был выпущен только на английском.
- Ultima: Warriors of Destiny (NES)
- Ultima: Runes of Virtue (Game Boy) — Не считается канонической частью серии, экшн с головоломками. Главного антагониста зовут «Чёрный Рыцарь». Гэрриот считает эту игру своей любимой игрой из серии Ultima для консолей.
- Ultima: Runes of Virtue 2 (Game Boy, Super NES)
- Ultima VI: The False Prophet (SNES) — Адаптирована для игры с геймпадом. Сюжет претерпел некоторые изменения и количество насилия в игре было уменьшено.
- Ultima VII: The Black Gate (SNES) — Адаптирована для игры с геймпадом. Сюжет претерпел некоторые изменения и количество насилия в игре было уменьшено.
- Ultima: The Savage Empire (SNES) — Графическое обновление, используюшее движок Black Gate под SNES. Выпущена только в Японии, отменена в США.
- Ultima Underworld: The Stygian Abyss (PlayStation) — Использовались трёхмерные модели вместо спрайтов, используемых в оригинале. Была выпущена только в Японии.

## Бумажная продукция

### Рассказы
- The Ultima Saga(Lynn Abbey, издательство Warner Books)
  - The Forge of Virtue (англ.) (1991)
  - The Temper of Wisdom (англ.) (1992)
- Ultima: The Technocrat War(Austen Andrews, издательство Pocket Books)
  - Machinations (2001)
  - Masquerade (2002)
  - Maelstrom (2002)

### Манга
- Ultima: EXODUS And Kluthu (The Terror of EXODUS)
- Ultima: Quest of the Avatar
- Ultima: Magincia no Metsubou (The Fall of Magincia)